# Flavio Tattarini
Flavio Tattarini (Santa Fiora, 14 agosto 1943) è un politico italiano.

## Carriera
Eletto consigliere comunale a Grosseto nelle file del PCI alle elezioni del 1980, diviene sindaco del capoluogo maremmano il 15 febbraio 1982, in seguito alle dimissioni di Giovanni Battista Finetti. Tattarini viene riconfermato sindaco all'esito delle comunali del 1985, ma nel corso del 1987 si registrano difficoltà nei rapporti politici interni all'amministrazione comunale che portano alle dimissioni del sindaco e di sei assessori il 7 agosto dello stesso anno. Il comune è così affidato al commissario prefettizio Mario Palmiero, in vista delle elezioni del maggio 1988 alle quali Tattarini si candida nuovamente, risultando eletto.
Nel 1992 si dimette per la seconda volta da sindaco di Grosseto e viene eletto deputato in Parlamento con il Partito Democratico della Sinistra per la XI legislatura, ricevendo l'incarico di segretario della 13ª Commissione agricoltura. Aderisce ai Progressisti nella XII legislatura e passa poi con i Democratici di Sinistra nella XIII legislatura. Il suo mandato da deputato termina il 29 maggio 2001.
Nel 2010 aderisce a Sinistra Ecologia Libertà, di cui dal 2013 è coordinatore cittadino a Grosseto.